# Dryops striatellus
Dryops striatellus é uma espécie de insetos coleópteros polífagos pertencente à família Dryopidae.
A autoridade científica da espécie é Fairmaire & Brisout, tendo sido descrita no ano de 1859.
Trata-se de uma espécie presente no território português, nomeadamente em Portugal Continental.